# Pièces et main d'œuvre
Pour les articles homonymes, voir PMO.
Pièces et main d'œuvre, souvent abrégé en PMO, est un groupe grenoblois engagé dans une critique radicale de la recherche scientifique, du complexe militaro-industriel, du fichage, de l'industrie nucléaire, des biotechnologies et des neurotechnologies, des nanotechnologies,, et du transhumanisme. Du fait de ses références bibliographiques, des textes qu'il publie et du type d'analyse qu'il développe, PMO participe de la mouvance technocritique et anti-industrielle.
PMO fait par ailleurs l'objet de nombreuses critiques de la part de militants des droits LGBT quant à ses positionnements jugés essentialistes, transphobes, misogynes et homophobes,,. Ces attaques émergent à la fin des années 2010 dans certains courants postmodernes et déconstructivistes qui visent le courant anti-industriel.

## Historique
Ils dénoncent depuis 2000 les risques à la fois sociaux et environnementaux que feraient courir les nouvelles technologies tout en essayant d'analyser les conditions historiques et sociales qui permettent et favorisent leur mise en œuvre dans les sociétés contemporaines. Un des fondateurs et principaux animateurs du site est Yannick Blanc, ancien journaliste au magazine Actuel. Ils ouvrent le site Pièces et main d’œuvre en mai 2002.
PMO enquête depuis Grenoble et a consacré de nombreux textes aux activités de la « Silicon Valley européenne », surnom par lequel est souvent désigné Grenoble en raison des nombreux sites de R & D implantés sur son territoire, dont Minatec. Ils diffusent leurs textes dans les événements de vulgarisation scientifique de la technopole et lors d’actions plus spectaculaires, comme l’occupation d’une grue sur le chantier de Minatec en 2004.
En 2005, Pièces et main d’œuvre fait une tournée de réunions-débats dans toute la France pour dénoncer l’ouverture l’année suivante à Grenoble du pôle européen de nanotechnologies Minatec. Avec les opposants grenoblois, PMO participe à l’organisation de la première manifestation contre les nanotechnologies, le 1er juin 2006 à Grenoble. Un millier de manifestants dans une ville bouclée par la police
Le collectif cherche à « [faire] feu de tout bois pour dénoncer l' “emprise technicienne” ». Leur approche est qualifiée de « technophobe » par leurs contradicteurs.
Le 21 septembre 2009, ils ouvrent le site Web « Aujourd'hui le nanomonde » pour offrir un espace de débat public alternatif autour de la question des nanotechnologies à l'occasion du lancement par le gouvernement français d'un « débat public national sur les nanotechnologies » de quatre mois qu'ils jugent comme « un simple exercice de légitimation sociale ». Alors que PMO estime que « participer [à ce débat] c'est accepter les nanotechnologies », le président de la commission chargée d'organiser ce débat « souhaite que toutes les opinions, y compris celles qui voient dans les nanotechnologies l'avènement d'une société totalitaire, puissent s'exprimer ». Pour PMO, les jeux sont déjà faits mais l'État « veut à tout prix éviter le “syndrome OGM”, c'est-à-dire “un rejet par l'opinion d'une révolution technologique qui révolutionne nos vies d'une façon qui ne nous convient pas” ». Sur les 17 réunions organisées dans toute la France, 12 sont perturbées ou annulées. Le site « Aujourd’hui le nanomonde » est piraté quelque temps plus tard et disparaît.
En 2010, les Big Brother Awards décernent un « Prix Voltaire » à PMO pour « son minutieux travail d’information et de réflexion sur les relents totalitaires des techno-sciences ».
En 2013, Pièces et main d’œuvre publie plusieurs enquêtes sur la biologie de synthèse et perturbe, avec les Chimpanzés du futur, le premier Forum de la biologie de synthèse organisé par le Conservatoire des arts et métiers de Paris. Ils en tirent un film, « La révolte des chimpanzés du futur ».
Entre 2015 et 2018, PMO anime de nombreuses réunions publiques en France contre les compteurs communicants Linky et la « smart city »
Au sein des éditions L'Echappée, les publications de PMO sont réunies dans la Collection « Négatif » : « Négatif ! Comme on dit « non ! je ne marche pas ! » Refus de croire et d’obéir. Négatif. Parce qu’on ne peut qu’être contre tout, parce qu’il n’y a rien de bien dans une société négative dès son principe. Négatif. Comme l’envers, la réalité et la révélation des apparences pseudo-positives. Nous tâcherons d’être purement négatifs et d’exprimer ici les raisons de notre refus total. Verlaine à Rimbaud, le 12 décembre 1875 : « J’en appelle à ton dégoût lui-même de tout et de tous, à ta perpétuelle colère contre chaque chose, juste au fond cette colère, bien qu’inconsciente du pourquoi. » »
En 2017, Pièces et main d’œuvre dénonce son contrat avec Le Seuil pour la publication de son livre contre le transhumanisme, en raison des pressions et de la censure imposée par l’éditeur.
PMO crée alors sa maison d’édition, Service compris.
Pendant la pandémie de Covid-19, PMO publie plusieurs enquêtes sur la « mutation technologique » qu’accélère la crise sanitaire et sur l’origine du virus, creusant l’hypothèse d’une fuite accidentelle de laboratoire.

## L'enquête critique
Pièces et main d’œuvre se présente comme une activité d’enquête critique, condition première selon eux à la production d’idées et à l’action. « Il est trop paresseux de se contenter de condamnations de principe théoriques, altière et intemporelle – top down – du monde tel qu’il va. (…) Il faut rentrer dans la réalité concrète, factuelle et fastidieuse – bottom up – de la machine pour saisir et troubler, si peu que ce soit, son fonctionnement; " On ne nait pas anti-industriel, on le devient " épisode 2 du podcast " Face au monde-machine "

## Technique et technologie
Contrairement à certains penseurs technocritiques, le groupe Pièces et main d'œuvre fait un distinguo entre la technique (du grec tekhnê), qui serait plutôt le savoir-faire et certains outils, « l'art de faire du feu ou un marteau[source insuffisante] », et la technologie qui aurait plus à voir avec le machinisme industriel et ce que Jacques Ellul appelait le système technicien. Ils distinguent entre l’autonomie que confère la technique (que chacun peut s’approprier) et l’hétéronomie qu’impose la technologie avec ses processus complexes voire dangereux, sa division du travail et la hiérarchie entre experts et exécutants, sa consommation d’énergie et de ressources.

## Technocratie
Dans une relecture critique de l’analyse sociologique marxiste, PMO s’intéresse à ce qu’il nomme « la classe puissante à l’ère technologique », la technocratie. Selon son analyse, la technocratie est la « classe du savoir, de l’avoir et du pouvoir ». Cette classe d’experts, ingénieurs, techniciens, cadres et financiers, serait la classe dominante du techno-capitalisme, mais aussi du techno-communisme ou de tout autre régime à l’ère technologique, la technologie étant « la poursuite de la politique par d’autres moyens »

## Critique des techniques artificielles de reproduction
Pièces et main d’œuvre est critique des techniques artificielles de reproduction humaine et publie plusieurs textes et brochures portant sur ce sujet, notamment Ceci n'est pas une femme. À propos des tordus « queer » et Alertez les bébés ! Objections aux progrès de l'eugénisme et de l'artificialisation de l'espèce humaine. Matthijs Gardenier, docteur en sociologie de l'université Paul-Valéry, écrit à propos de ce texte : « On constate ici que la critique de la technologie amène le courant "anti-tech" à s’inscrire dans une défense de la "naturalité" dans ce qui concerne la contraception, la PMA, la GPA, etc. », et ajoute : « Nous constatons ici que Pièces et main-d’œuvre, pourtant proche des milieux anarchistes et autonomes, se fait le relais de thématiques proches des argumentaires de la Manif pour tous… ».
Toutefois PMO a explicitement critiqué la Manif pour tous dans un texte d'octobre 2014. " En dépit de la récupération du vocabulaire anti-capitaliste et écologiste, la Manif pour tous n'a jamais protesté contre la marchandisation du vivant, dont elle s'accommodait fort bien jusqu'à la loi sur le mariage gay".
Pièces et main d’œuvre estime que les technologies reproductives sont eugénistes et critique la fécondation in vitro, arguant que la possibilité de choisir entre plusieurs embryons mène à ce que les trisomiques soient « éliminés à 97 % par diagnostic prénatal ». Pour PMO, la fécondation in vitro fait partie d'un programme dont la suite serait en attente d'un feu vert politique : « Bébés génétiquement modifiés ; création de gamètes artificiels à partir de cellules souches, permettant de s’affranchir du don de gamètes ; puis, à terme, utérus artificiel permettant d’éliminer toute contribution humaine ».

## Transhumanisme
Dans ses premiers textes contre les nanotechnologies, PMO dénonce le projet transhumaniste d’« homme augmenté » par la technologie. Il développe ensuite sa critique dans de nombreux textes et livres (voir Trois jours chez les transhumanistes en 2014 et le Manifeste des chimpanzés du futur contre le transhumanisme).
Selon Pièces et main d’œuvre, le transhumanisme est le nouveau nom de l’eugénisme en milieu scientifique. Il vise à « remplacer la lutte des classes par la lutte d’espèces » en créant une humanité supérieure, à la puissance décuplée par les moyens technologiques (hybridation homme-machine ou modifications génétiques) et une humanité inférieure, les « chimpanzés du futur » (d’après l’expression du cybernéticien anglais Kevin Warwick (« Kevin Warwick : l’Homo-machinus », Libération, 11/05/2002 ).
Dans un « Appel des chimpanzés du futur » diffusé en 2014, PMO écrit : « Ces progressistes au plan technologique sont des régressistes au plan social et humain, des partisans de la pire régression sociale et humaine ; ce qu’en langage commun on nomme des réactionnaires. (…) Pour les transhumanistes et les collabos de la machine, l’humain est l’erreur. L’humain est faible et faillible, l’humain est fini. L’humain leur fait honte. Ils aspirent à la perfection, au fonctionnement infaillible et à l’infinité du système technologique ; à se fondre dans cette totalité autonome. (…) Cependant, nous les chimpanzés du futur, nous n’avons pas perdu, et la machine n’a pas gagné. L’Humain reste une bataille en cours tant qu’il ne s’abandonne pas, et il ne s’abandonne pas tant qu’il pense les choses et les dit avec des mots. Nommer une chose, c’est former une idée, et les idées ont des conséquences inévitables. Nous devons garder les mots et nommer les choses du mot juste. Nous devons former des idées avec leurs conséquences inévitables.

## Masculinisme, transphobie, homophobie
En 2014, PMO publie un texte « Ceci n’est pas une femme (à propos des tordus "queer")» dénoncé pour ses propos masculinistes, homophobes et transphobes,,.
Dans ce texte, PMO défend l'idée que les transsexuels serviraient de faire valoir au développement scientifique vers le transhumanisme: « Les transexuels sont les hommes-sandwichs de ce techno-capitalisme désirant dont le transhumanisme et le post-humanisme fournissent l’idéologie pseudo-scientifique et de prodigieuses perspectives de développement. »
PMO regrette une dévalorisation de la virilité et le renversement de la suprématie masculine au nom de l'émancipation féminine: « Dans notre société où les progrès technologiques dévalorisent la virilité et favorisent l’émancipation féminine, on n’en est plus à s’extasier devant les femmes pilotes de drones ou de bombardiers, scientifiques, informaticiennes, cadres, chefs d’entreprise, avocates, médecins, journalistes, politiciennes, etc. L’autorité paternelle abolie, les femmes, majeures à dix-huit ans, libres de faire des études, de travailler, de leur sexualité, d’avoir ou non des enfants, renversent peu à peu, dans tous les domaines et à tous les degrés de la hiérarchie, la suprématie masculine. »
Ce serait par haine de l’hétérosexualité qu'un lobby LGBT, selon PMO, pousserait à la libéralisation juridique et commerciale des technologies reproductives: « Mais on comprend la nostalgie de l’homosexualité militante pour ces âges d’or, sa haine de l’hétérosexualité, du libre mélange des hommes et des femmes, et son rêve d’un retour à leur séparation. Un projet que l’avènement de la reproduction artificielle de l’humain rapproche de sa réalisation, et c’est aussi pourquoi le lobby LGTB pousse éperdument à la libéralisation juridique et commerciale des technologies reproductives. Des auteurs, féministes et/ou lesbiennes (Françoise Héritier, Marie-Jo Bonnet, etc.), prétendent que ce mode de reproduction asexué et séparé, répond au vieux désir des hommes de faire des fils sans recours aux femmes. De leur voler ce pouvoir exclusif d’enfanter. Mais bien sûr, cela permettra aussi aux androphobes, révulsées par l’ignoble phallus perfossor, de faire des filles sans recours aux hommes. Bref de construire et (idéalement) d’imposer l’homonormalité, sans être plus jamais contrarié par les contraintes naturelles (donc « fascistes ») de la reproduction. On en aura enfin fini avec l’enfer doux-amer des amours entre hommes et femmes, de cet « hétérosexisme » oppresseur dont nos plus vieux poèmes portent témoignage. »

## Dérive à l’extrême droite
Dans un court texte placé en introduction des numéros 16 et 17 de la bibliothèque verte du site web de Pièce et Main d'oeuvre, Murray Bookchin est défini comme "un authentique judéo-bolchevique de la bonne époque". Cela pose la question d'une dérive à l’extrême droite du groupe Pièce et main d'oeuvre, voire d'une approche antisémite selon Daniel Blanchard.

## Publications
- PMO, Nanotechnologies/Maxiservitudes, L'Esprit frappeur, 2006, 133 p.  (ISBN 2844052266)
- PMO, Terreur & Possession – Enquête sur la police des populations à l'ère technologique, éditions de L'Échappée, 2008, 280 p.
- PMO, Le téléphone portable, gadget de destruction massive, éd. L'Échappée, 2008, 96 p.
- PMO, RFID : la police totale - Puces intelligentes et mouchardage électronique, éd. L'Échappée, 2008 - réédition 2011, 110 p.
- PMO, Aujourd'hui Le Nanomonde. Les nanotechnologies, un projet de société totalitaire, éd. L'Échappée, 2008, 430 p.
- PMO, À la recherche du nouvel ennemi. 2001-2025 : rudiments d'histoire contemporaine, éd. L'Échappée, 2009, 220 p.
- Jean Druon, Un siècle de progrès sans merci : Histoire, physique et XXe siècle, éd. L'Échappée, 2009, 280 p.
- PMO, Techno, le son de la technopole, éd. L'Échappée, 2011, 94 p.
- Frédéric Gaillard, L’industrie de la contrainte, éd. L'Échappée, 2011, 128 p.
- Yannick Blanc, Les Esperados, Une histoire des années 1970, suivi de Le troupeau par les cornes, éd. L'Échappée, 2011, 304 p.
- Frédéric Gaillard, Le soleil en face : rapport sur les calamités de l'industrie solaire et des prétendues énergies alternatives, éd. L'Échappée, 2012, 160 p.
- PMO, François Ruffin, Fabrice Nicolino & Florent Gouget, Métro, boulot, chimio. Débats autour du cancer industriel, éd. Le Monde à l'envers, 2012, 176 p.  (ISBN 978-2-9536877-8-1)
- PMO, Sous le soleil de l’innovation, rien que du nouveau !, suivi de Innovation scientifreak : la biologie de synthèse, éd. L'Échappée, 2013, 208 p.
- Tomjo, L'enfer vert, éd. L'Échappée, 2013, 128 p.
- PMO, Pour l'abolition de la carte d'identité, suivi de Contre le recensement, éd. Le Monde à l'envers, 2013, 32 p.
- Alexis Escudero, La reproduction artificielle de l'humain, éd. Le Monde à l'envers, 2014, 230 p.  (ISBN 979-10-91772-04-4)
- PMO, Il faut vivre contre son temps, éd. Service Compris, 2014, 214 p.  (ISBN 979-10-94229-00-2)
- Yannick Blanc, Dans l’homme tout est bon (homo homini porcus), éd. Sens & Tonka, 2016, 96 p.  (ISBN 978-2-84534-264-4)
- PMO, Manifeste des Chimpanzés du futur contre le transhumanisme, éd. Service Compris, 2017, 348 p.  (ISBN 979-1094229996) Nouvelle édition 2023  (ISBN 9791094229934)
- PMO, Alertez les bébés ! Objections aux progrès de l’eugénisme et de l’artificialisation de l’espèce humaine, éd. Service compris, 2020, 152 p.
- PMO, Le règne machinal (La crise sanitaire et au-delà), Ed. Servicescompris, 2021, 252 p.  (ISBN 9791094229972)
- Renaud  Garcia, Notre bibliothèque verte, vol. 1 & 2, Ed. Service compris, 2022, 356 p. & 348 p.  (ISBN 9791094229965)
- Marius Blouin, De la technocratie (la classe puissante à l'ère technologique), Ed. Service compris, 2023, 500 p.  (ISBN 9791094229941)
- Yannick Blanc, La vie dans les restes, Ed. Service compris, 2023, 200 p.  (ISBN 9791094229927)
- Renaud  Garcia, Notre bibliothèque verte, vol. 3, Ed. Service compris, 2024, 498 p.  (ISBN 979-10-94229-91-0)

## Podcast
- " Face au monde-machine" 19 épisodes avec Pièces et main d'œuvre (2022), par Floraisons (https://floraisons.blog/face-au-monde-machine/)

## Filmographie
- Avec SUBTERFUGE, RFID : la police totale, 2011, 27 min
- La révolte des Chimpanzés du futur[48], 2013, 12 min

### Documentaire
- Philippe Borrel, Les Insurgés de la Terre, Arte France, 2010, 54 minutes.